# اچ ریچارد کرین
 اچ ریچارد کرین (انگلیسی: H. Richard Crane؛ زاده ۴ نوامبر ۱۹۰۷ درگذشته ۱۹ آوریل ۲۰۰۷) یک فیزیک‌دان اهل ایالات متحده آمریکا بود.